# Zebratjurhuvudhaj
Zebratjurhuvudhaj (Heterodontus zebra) är en haj som finns i västra Stilla havet. Familjen är mycket gammal, och går nästan tillbaka till början av mesozoikum.

## Utseende
En ganska liten, kraftigt byggd haj med stort, trubbigt huvud, liten mun, två ryggfenor med taggar i framkanten och ett mycket karakteristiskt, zebraliknande mönster av svarta och mörkbruna tvärband (som kan breddas till sadelliknande markeringar) på vit eller krämfärgad bakgrund. Hos ungfiskarna är de bruna strecken mera rödbruna än mörkbruna. Som alla tjurhuvudhajar har den två typer av tänder: Framtänderna är små, med en eller flera korta spetsar för att hålla fast bytet, de bakre utgörs av stora, kölade plattor avsedda att krossa det. På kroppens sidor har den små hudtänder. Som mest blir den omkring 122 cm.

## Vanor
En bottenlevande haj som är vanligast på djup under 50 m, även om den på kontinentalhyllan utanför norra Western Australia kan gå så djupt som 150 till 200 m. Litet är känt om arten, men man antar att den främst lever på ryggradslösa djur och till viss del småfisk, som övriga medlemmar av familjen.
Inte heller fortplantningen är väl dokumenterad; som alla tjurhuvudhajar är den äggläggande (med inre befuktning, likt alla hajar), och hanen blir könsmogen vid en längd mellan 64 och 84 cm. Den nykläckta ungen är åtminstone 15 cm lång.

## Utbredning
Zebratjurhuvudhajen finns i västra Stilla havet från Japan till nordvästra Australien och Queensland.

## Status
Arten är inte utsatt för något större fisketryck, även om den till viss del tas som bifångst vid bottentrålning. Förutom vattnen vid Indonesien, där vissa farhågor finns om möjlig habitatförlust på grund av destruktiv trålning, ser IUCN inga hot mot arten och klassificerar den därför som livskraftig ("LC").